# Contea di Washington (Vermont)
La contea di Washington, in inglese Washington County, è una contea dello Stato del Vermont, negli Stati Uniti d'America. La popolazione al censimento del 2000 era di 58 039 abitanti. Il capoluogo di contea è Montpelier.

## Geografia fisica
La contea si trova nella parte centro-settentrionale del Vermont. L'U.S. Census Bureau certifica che l'estensione della contea è di 1800 km², di cui 16 km² coperti da acque interne.
Il territorio è una regione pedemontanta che a ovest si trasforma nelle Green Mountains.

### Contee confinanti
- Contea di Lamoille - nord
- Contea di Caledonia - nord-est
- Contea di Orange - sud-est
- Contea di Addison - sud-ovest
- Contea di Chittenden - nord-ovest

## Storia
La contea fu creata nel 1810 a Montpelier, già capitale dello Stato dal 1805. Deve il suo nome a George Washington.

## Comuni
La Contea di Washington conta 20 comuni, comprendenti 2 city e 18 town.
- Barre - city
- Barre - town
- Berlin - town
- Cabot - town
- Calais - town
- Duxbury - town
- East Montpelier - town
- Fayston - town
- Marshfield - town
- Middlesex - town
- Montpelier - city
- Moretown - town
- Northfield - town
- Plainfield - town
- Roxbury - town
- Waitsfield - town
- Warren - town
- Waterbury - town
- Woodbury - town
- Worcester - town

### Località
- Graniteville-East Barre - census-designated place nel comune di Barre
- South Barre - census-designated place nel comune di Barre
- Cabot - village nel comune di Cabot
- Marshfield Village - village nel comune di Marshfield
- Northfield Village - village nel comune di Northfield
- Waterbury Village - village nel comune di Waterbury